# Krystyna Siejna
Krystyna Siejna (ur. 6 czerwca 1949 w Katowicach) – polska samorządowiec i inżynier, wiceprezydent Katowic w latach 2002–2014.

## Życiorys
Absolwentka Śląskich Technicznych Zakładów Naukowych w Katowicach oraz Wydziału Inżynierii Materiałowej i Metalurgii Politechniki Śląskiej. Posiada również dyplomy ukończenia studiów podyplomowych z zakresu: przyjaznej dla środowiska restrukturyzacji przemysłu ciężkiego (1998) oraz programów strukturalnych Unii Europejskiej (2005). Do 2002 roku pracowała w Zakładach Naprawczych Przemysłu Węglowego „Remag” w Katowicach na stanowisku głównego inżyniera ds. technicznego przygotowania produkcji.
Od 1992 roku była członkinią oraz późniejszą przewodniczącą Rady Samorządowej Podlesia. W wyborach samorządowych w latach: 1998, 2002, 2006, 2010 oraz 2014 była wybierana do Rady Miasta Katowice, gdzie pełniła m.in. funkcję przewodniczącej Komisji Gospodarki Komunalnej. W 2002 roku została powołana przez prezydenta Katowic Piotra Uszoka na stanowisko wiceprezydenta miasta, którą to funkcję pełniła do 2014 roku. W dniu 1 grudnia 2014 roku została wybrana na Przewodniczącą Rady Miasta Katowice. Ponadto Krystyna Siejna pełniła funkcję przewodniczącej rady nadzorczych następujących spółek: Katowickie Wodociągi S.A (2008−2010), Katowicka Infrastruktura Wodociągowo-Kanalizacyjna sp. z o.o (od 2010 roku) oraz GKS GieKSa Katowice S.A (2012).
 W 2018 ponownie wybrana jako radna Rady Miasta Katowice, gdzie pełni funkcję wiceprzewodniczącej.
Krystyna Siejna jest mężatką, ma dwie córki. Za swą działalność została odznaczona Złotym Krzyżem Zasługi oraz Srebrnym Medalem "Za zasługi dla obronności kraju".